# 코드베이스
소프트웨어 개발에서 코드베이스(codebase)는 특정 소프트웨어 시스템, 응용 소프트웨어, 소프트웨어 구성 요소를 빌드하기 위해 사용되는 소스 코드의 모임이다. 일반적으로 코드베이스에는 사람이 쓴 소스 코드 파일만 포함한다. 그러므로 코드베이스는 일반적으로 도구나 바이너리 라이브러리 파일에 의해 생성된 소스 코드 파일을 포함하지는 않으며 사람이 작성한 소스 코드로부터 빌드될 수 있다. 그러나 구성 및 속성 파일을 포함하지 않는 것이 보통인데, 이것들은 빌드에 필수적인 데이터이기 때문이다.
코드베이스는 일반적으로 버전 관리 시스템의 소스 컨트롤 저장소에 저장된다. 더 작은 프로젝트의 경우 단순한 파일들로 유지된다.(리눅스 커널이 수년 간 파일들로 유지되고 있었듯이)

## 같이 보기
- 스니펫